# Тестор
Тестор је у грчкој митологији био пророк.

## Етимологија
Име Тестор можда потиче од грчке речи theiazein, што би значило „онај који наданњује“.

## Митологија
Тестор је био пророк о коме је писао Хигин. Био је отац Калханта, Леукипе, Теоноје и Теоклимена. Свог сина Калханта је научио уметности прорицања, али је његова судбина ипак више у вези са судбинама његових кћерки. Теоноју су, док је шетала обалом Троје, уграбили каријски гусари и предали је краљу Икару, чија је љубавница постала. Тестор је кренуо у потрагу, али су га неприлике на мору насукале на обалу Карије и тамо га је Икар заробио. У то доба је Леукипа још била дете, али је касније кренула у Делфе како би од Питије сазнала шта се десило са њеним оцем и сестром. Тамо је добила савет да ошиша косу и преруши се у Аполоновог свештеника, те упути на двор кеаља Икара. Она то и учини, али када је стигла, сестра се заљубила у њу, очигледно је не препознавши. Наредила је слуги да јој доведе младог свештеника у спаваћу собу. Леукипа такође није препознала сестру, али у страху да се превара не открије, одбила је ову понуду. Увређена Теоноја је пожелела да убије свештеника, али пошто такав злочин не би извршио нико од њених слугу, послала је мач са наредбом да то изврши неко од затвореника. Тај задатак је добио Тестор. Иако се са мачем упутио Леукипи, коју ни он није препознао, рекао јој је да нема намеру да је убије из поштовања према Аполону и пре него што је кренуо да себи одузме живот, открио јој је ко је он. Тада га је она зауставила и рекла му да је она његова кћерка. Затражила је од њега да уместо себе, убије похотницу који је овај злочин наручила. Међутим, када су њих двоје дошли код Теоноје са намером да је убију, открили су јој ко су и тада је и она открила свој идентитет. Све троје су заплакали и захвалили Аполону на милости. Смиловао се и краљ Икар и пустио их да се врате свом дому. Тестор је иначе био тројански свештеник и син Идмона и Лаотоје. Неки аутори су сматрали да је Идмон заправо друго име Тестора. Према Роберту Гревсу, прича о Тестору и његовим кћеркама је позоришна мелодрама и треба је разликовати од правих митова. Овај позоришни комад је иначе изгубљен, али је Хигин из њега узео материјал за причу.

## Друге личности
- У Хомеровој „Илијади“ Тројанац, учесник тројанског рата, Сатнијев брат, кога је убио Патрокло.[4] Био је Енопов син.[3][5]
- Квинт Смирњанин је помињао још једног Тројанца, кога је убио Ајант.[4]
- У Хомеровој „Илијади“ се помињао и Тестор, Алкмаонов отац.[6]

## Биологија
Латинско име ових личности (Thestor) је назив за род лептира.